# Copa Sudamericana 2007
Navigation
Édition précédente Édition suivante
La Copa Sudamericana 2007 est la 6e édition de la Copa Sudamericana. Cette compétition internationale de football regroupe des clubs d'Amérique du Sud, ainsi que quatre formations de la CONCACAF, invitées par la confédération sud-américaine. Le vainqueur rencontre le club sacré en Copa Libertadores 2008 lors de la Recopa Sudamericana et le vainqueur de la Coupe de la Ligue japonaise lors de la Coupe Suruga Bank.
La compétition se déroule en deux phases. Une phase préliminaire permet de désigner, par pays ou par groupe de pays, les équipes qui participeront à la phase finale. Certaines équipes sont directement qualifiées pour la phase finale sans participer à ces tours préliminaires. Pour la phase finale, les équipes qualifiées s'affrontent dans un schéma classique de tours éliminatoires avec matchs aller et retour des huitièmes de finale jusqu'à la finale.
C'est le club argentin d'Arsenal de Sarandi qui remporte la compétition après avoir disposé des Mexicains du Club América en finale. Club América atteint sa sixième finale internationale et connaît sa première défaite à ce niveau. Quant à Arsenal de Sarandi, la formation de Buenos Aires décroche le premier titre sud-américain de son histoire.

## Participants
34 clubs de 12 pays différents - Argentine, Bolivie, Brésil, Chili, Colombie, Équateur, États-Unis, Mexique, Paraguay, Pérou, Uruguay, Venezuela - participent à la Copa Sudamericana 2007. Le Mexique et les États-Unis, qui font partie de la confédération nord-américaine de football, sont invités à prendre part à la compétition alors que les dix autres pays participent de droit à l'épreuve en tant que membres de la CONMEBOL. L'équipe mexicaine du CF Pachuca est qualifiée d'office en tant que tenant du titre. Les fédérations argentine et brésilienne envoient respectivement six et huit représentants alors que les fédérations de football des autres pays envoient chacune deux équipes.
| Huitièmes de finale | Huitièmes de finale | Huitièmes de finale | Huitièmes de finale | Huitièmes de finale | Huitièmes de finale | Huitièmes de finale | Huitièmes de finale | Huitièmes de finale | Huitièmes de finale | Huitièmes de finale | Huitièmes de finale | Huitièmes de finale | Huitièmes de finale | Huitièmes de finale | Huitièmes de finale |
| --- | --- | --- | --- | --- | --- | --- | --- | --- | --- | --- | --- | --- | --- | --- | --- |
| - CF Pachuca - Tenant du titre - CA Boca Juniors - 1er du classement cumulé 2006-2007 - CA River Plate - 4e du classement cumulé 2006-2007 | - CF Pachuca - Tenant du titre - CA Boca Juniors - 1er du classement cumulé 2006-2007 - CA River Plate - 4e du classement cumulé 2006-2007 | - CF Pachuca - Tenant du titre - CA Boca Juniors - 1er du classement cumulé 2006-2007 - CA River Plate - 4e du classement cumulé 2006-2007 | - CF Pachuca - Tenant du titre - CA Boca Juniors - 1er du classement cumulé 2006-2007 - CA River Plate - 4e du classement cumulé 2006-2007 | - CF Pachuca - Tenant du titre - CA Boca Juniors - 1er du classement cumulé 2006-2007 - CA River Plate - 4e du classement cumulé 2006-2007 | - CF Pachuca - Tenant du titre - CA Boca Juniors - 1er du classement cumulé 2006-2007 - CA River Plate - 4e du classement cumulé 2006-2007 | - CF Pachuca - Tenant du titre - CA Boca Juniors - 1er du classement cumulé 2006-2007 - CA River Plate - 4e du classement cumulé 2006-2007 | - CF Pachuca - Tenant du titre - CA Boca Juniors - 1er du classement cumulé 2006-2007 - CA River Plate - 4e du classement cumulé 2006-2007 | - D.C. United - Invité - Club América - 2e du tournoi de Clôture 2007 - Chivas de Guadalajara - 4e du tournoi de Clôture 2007 | - D.C. United - Invité - Club América - 2e du tournoi de Clôture 2007 - Chivas de Guadalajara - 4e du tournoi de Clôture 2007 | - D.C. United - Invité - Club América - 2e du tournoi de Clôture 2007 - Chivas de Guadalajara - 4e du tournoi de Clôture 2007 | - D.C. United - Invité - Club América - 2e du tournoi de Clôture 2007 - Chivas de Guadalajara - 4e du tournoi de Clôture 2007 | - D.C. United - Invité - Club América - 2e du tournoi de Clôture 2007 - Chivas de Guadalajara - 4e du tournoi de Clôture 2007 | - D.C. United - Invité - Club América - 2e du tournoi de Clôture 2007 - Chivas de Guadalajara - 4e du tournoi de Clôture 2007 | - D.C. United - Invité - Club América - 2e du tournoi de Clôture 2007 - Chivas de Guadalajara - 4e du tournoi de Clôture 2007 | - D.C. United - Invité - Club América - 2e du tournoi de Clôture 2007 - Chivas de Guadalajara - 4e du tournoi de Clôture 2007 |
| Second tour | | | | | | | | | | | | | | | |
| - Estudiantes de La Plata - 2e du classement cumulé 2006-2007 - CA San Lorenzo - 3e du classement cumulé 2006-2007 - Arsenal de Sarandi - 5e du classement cumulé 2006-2007 - Club Atlético Lanús - 6e du classement cumulé 2006-2007 | - Estudiantes de La Plata - 2e du classement cumulé 2006-2007 - CA San Lorenzo - 3e du classement cumulé 2006-2007 - Arsenal de Sarandi - 5e du classement cumulé 2006-2007 - Club Atlético Lanús - 6e du classement cumulé 2006-2007 | - Estudiantes de La Plata - 2e du classement cumulé 2006-2007 - CA San Lorenzo - 3e du classement cumulé 2006-2007 - Arsenal de Sarandi - 5e du classement cumulé 2006-2007 - Club Atlético Lanús - 6e du classement cumulé 2006-2007 | - Estudiantes de La Plata - 2e du classement cumulé 2006-2007 - CA San Lorenzo - 3e du classement cumulé 2006-2007 - Arsenal de Sarandi - 5e du classement cumulé 2006-2007 - Club Atlético Lanús - 6e du classement cumulé 2006-2007 | - Estudiantes de La Plata - 2e du classement cumulé 2006-2007 - CA San Lorenzo - 3e du classement cumulé 2006-2007 - Arsenal de Sarandi - 5e du classement cumulé 2006-2007 - Club Atlético Lanús - 6e du classement cumulé 2006-2007 | - Estudiantes de La Plata - 2e du classement cumulé 2006-2007 - CA San Lorenzo - 3e du classement cumulé 2006-2007 - Arsenal de Sarandi - 5e du classement cumulé 2006-2007 - Club Atlético Lanús - 6e du classement cumulé 2006-2007 | - Estudiantes de La Plata - 2e du classement cumulé 2006-2007 - CA San Lorenzo - 3e du classement cumulé 2006-2007 - Arsenal de Sarandi - 5e du classement cumulé 2006-2007 - Club Atlético Lanús - 6e du classement cumulé 2006-2007 | - Estudiantes de La Plata - 2e du classement cumulé 2006-2007 - CA San Lorenzo - 3e du classement cumulé 2006-2007 - Arsenal de Sarandi - 5e du classement cumulé 2006-2007 - Club Atlético Lanús - 6e du classement cumulé 2006-2007 | - São Paulo FC - championnat du Brésil 2006 - CR Vasco da Gama - 6e du championnat du Brésil 2006 - Figueirense FC - 7e du championnat du Brésil 2006 - Goiás Esporte Clube - 8e du championnat du Brésil 2006 - SC Corinthians - 9e du championnat du Brésil 2006 - Cruzeiro Esporte Clube - 10e du championnat du Brésil 2006 - Botafogo FR - 12e du championnat du Brésil 2006 - Clube Atlético Paranaense - 13e du championnat du Brésil 2006 | - São Paulo FC - championnat du Brésil 2006 - CR Vasco da Gama - 6e du championnat du Brésil 2006 - Figueirense FC - 7e du championnat du Brésil 2006 - Goiás Esporte Clube - 8e du championnat du Brésil 2006 - SC Corinthians - 9e du championnat du Brésil 2006 - Cruzeiro Esporte Clube - 10e du championnat du Brésil 2006 - Botafogo FR - 12e du championnat du Brésil 2006 - Clube Atlético Paranaense - 13e du championnat du Brésil 2006 | - São Paulo FC - championnat du Brésil 2006 - CR Vasco da Gama - 6e du championnat du Brésil 2006 - Figueirense FC - 7e du championnat du Brésil 2006 - Goiás Esporte Clube - 8e du championnat du Brésil 2006 - SC Corinthians - 9e du championnat du Brésil 2006 - Cruzeiro Esporte Clube - 10e du championnat du Brésil 2006 - Botafogo FR - 12e du championnat du Brésil 2006 - Clube Atlético Paranaense - 13e du championnat du Brésil 2006 | - São Paulo FC - championnat du Brésil 2006 - CR Vasco da Gama - 6e du championnat du Brésil 2006 - Figueirense FC - 7e du championnat du Brésil 2006 - Goiás Esporte Clube - 8e du championnat du Brésil 2006 - SC Corinthians - 9e du championnat du Brésil 2006 - Cruzeiro Esporte Clube - 10e du championnat du Brésil 2006 - Botafogo FR - 12e du championnat du Brésil 2006 - Clube Atlético Paranaense - 13e du championnat du Brésil 2006 | - São Paulo FC - championnat du Brésil 2006 - CR Vasco da Gama - 6e du championnat du Brésil 2006 - Figueirense FC - 7e du championnat du Brésil 2006 - Goiás Esporte Clube - 8e du championnat du Brésil 2006 - SC Corinthians - 9e du championnat du Brésil 2006 - Cruzeiro Esporte Clube - 10e du championnat du Brésil 2006 - Botafogo FR - 12e du championnat du Brésil 2006 - Clube Atlético Paranaense - 13e du championnat du Brésil 2006 | - São Paulo FC - championnat du Brésil 2006 - CR Vasco da Gama - 6e du championnat du Brésil 2006 - Figueirense FC - 7e du championnat du Brésil 2006 - Goiás Esporte Clube - 8e du championnat du Brésil 2006 - SC Corinthians - 9e du championnat du Brésil 2006 - Cruzeiro Esporte Clube - 10e du championnat du Brésil 2006 - Botafogo FR - 12e du championnat du Brésil 2006 - Clube Atlético Paranaense - 13e du championnat du Brésil 2006 | - São Paulo FC - championnat du Brésil 2006 - CR Vasco da Gama - 6e du championnat du Brésil 2006 - Figueirense FC - 7e du championnat du Brésil 2006 - Goiás Esporte Clube - 8e du championnat du Brésil 2006 - SC Corinthians - 9e du championnat du Brésil 2006 - Cruzeiro Esporte Clube - 10e du championnat du Brésil 2006 - Botafogo FR - 12e du championnat du Brésil 2006 - Clube Atlético Paranaense - 13e du championnat du Brésil 2006 | - São Paulo FC - championnat du Brésil 2006 - CR Vasco da Gama - 6e du championnat du Brésil 2006 - Figueirense FC - 7e du championnat du Brésil 2006 - Goiás Esporte Clube - 8e du championnat du Brésil 2006 - SC Corinthians - 9e du championnat du Brésil 2006 - Cruzeiro Esporte Clube - 10e du championnat du Brésil 2006 - Botafogo FR - 12e du championnat du Brésil 2006 - Clube Atlético Paranaense - 13e du championnat du Brésil 2006 |
| Premier tour | | | | | | | | | | | | | | | |
| - Club Deportivo Jorge Wilstermann - Vainqueur du Tournoi Clôture 2006 - Real Potosi - 2e du Tournoi Clôture 2006 - CSD Colo Colo - Vainqueur du barrage pré-Sudamericana - Audax Italiano - Vainqueur du barrage pré-Sudamericana - CD El Nacional - 4e du tournoi de clôture de Colombie 2006 - Millonarios Fútbol Club - 5e du tournoi de clôture de Colombie 2006 - Club Deportivo El Nacional - Vainqueur du tournoi de Clôture 2006 - Centro Deportivo Olmedo - Vainqueur du tournoi Ouverture 2007 | - Club Deportivo Jorge Wilstermann - Vainqueur du Tournoi Clôture 2006 - Real Potosi - 2e du Tournoi Clôture 2006 - CSD Colo Colo - Vainqueur du barrage pré-Sudamericana - Audax Italiano - Vainqueur du barrage pré-Sudamericana - CD El Nacional - 4e du tournoi de clôture de Colombie 2006 - Millonarios Fútbol Club - 5e du tournoi de clôture de Colombie 2006 - Club Deportivo El Nacional - Vainqueur du tournoi de Clôture 2006 - Centro Deportivo Olmedo - Vainqueur du tournoi Ouverture 2007 | - Club Deportivo Jorge Wilstermann - Vainqueur du Tournoi Clôture 2006 - Real Potosi - 2e du Tournoi Clôture 2006 - CSD Colo Colo - Vainqueur du barrage pré-Sudamericana - Audax Italiano - Vainqueur du barrage pré-Sudamericana - CD El Nacional - 4e du tournoi de clôture de Colombie 2006 - Millonarios Fútbol Club - 5e du tournoi de clôture de Colombie 2006 - Club Deportivo El Nacional - Vainqueur du tournoi de Clôture 2006 - Centro Deportivo Olmedo - Vainqueur du tournoi Ouverture 2007 | - Club Deportivo Jorge Wilstermann - Vainqueur du Tournoi Clôture 2006 - Real Potosi - 2e du Tournoi Clôture 2006 - CSD Colo Colo - Vainqueur du barrage pré-Sudamericana - Audax Italiano - Vainqueur du barrage pré-Sudamericana - CD El Nacional - 4e du tournoi de clôture de Colombie 2006 - Millonarios Fútbol Club - 5e du tournoi de clôture de Colombie 2006 - Club Deportivo El Nacional - Vainqueur du tournoi de Clôture 2006 - Centro Deportivo Olmedo - Vainqueur du tournoi Ouverture 2007 | - Club Deportivo Jorge Wilstermann - Vainqueur du Tournoi Clôture 2006 - Real Potosi - 2e du Tournoi Clôture 2006 - CSD Colo Colo - Vainqueur du barrage pré-Sudamericana - Audax Italiano - Vainqueur du barrage pré-Sudamericana - CD El Nacional - 4e du tournoi de clôture de Colombie 2006 - Millonarios Fútbol Club - 5e du tournoi de clôture de Colombie 2006 - Club Deportivo El Nacional - Vainqueur du tournoi de Clôture 2006 - Centro Deportivo Olmedo - Vainqueur du tournoi Ouverture 2007 | - Club Deportivo Jorge Wilstermann - Vainqueur du Tournoi Clôture 2006 - Real Potosi - 2e du Tournoi Clôture 2006 - CSD Colo Colo - Vainqueur du barrage pré-Sudamericana - Audax Italiano - Vainqueur du barrage pré-Sudamericana - CD El Nacional - 4e du tournoi de clôture de Colombie 2006 - Millonarios Fútbol Club - 5e du tournoi de clôture de Colombie 2006 - Club Deportivo El Nacional - Vainqueur du tournoi de Clôture 2006 - Centro Deportivo Olmedo - Vainqueur du tournoi Ouverture 2007 | - Club Deportivo Jorge Wilstermann - Vainqueur du Tournoi Clôture 2006 - Real Potosi - 2e du Tournoi Clôture 2006 - CSD Colo Colo - Vainqueur du barrage pré-Sudamericana - Audax Italiano - Vainqueur du barrage pré-Sudamericana - CD El Nacional - 4e du tournoi de clôture de Colombie 2006 - Millonarios Fútbol Club - 5e du tournoi de clôture de Colombie 2006 - Club Deportivo El Nacional - Vainqueur du tournoi de Clôture 2006 - Centro Deportivo Olmedo - Vainqueur du tournoi Ouverture 2007 | - Club Deportivo Jorge Wilstermann - Vainqueur du Tournoi Clôture 2006 - Real Potosi - 2e du Tournoi Clôture 2006 - CSD Colo Colo - Vainqueur du barrage pré-Sudamericana - Audax Italiano - Vainqueur du barrage pré-Sudamericana - CD El Nacional - 4e du tournoi de clôture de Colombie 2006 - Millonarios Fútbol Club - 5e du tournoi de clôture de Colombie 2006 - Club Deportivo El Nacional - Vainqueur du tournoi de Clôture 2006 - Centro Deportivo Olmedo - Vainqueur du tournoi Ouverture 2007 | - Club Libertad - Champion du Paraguay 2006 - Tacuary FC - Vainqueur du barrage pré-Sudamericana - Club Coronel Bolognesi - 4e du classement cumulé 2006 - Club Universitario de Deportes - 5e du classement cumulé 2006 - Danubio Fútbol Club - Champion d'Uruguay 2006-2007 - Defensor Sporting - 4e de la Liguilla 2006-2007 - Zamora FC - 4e du classement cumulé 2006-2007 - Carabobo FC - 5e du classement cumulé 2006-2007                 | - Club Libertad - Champion du Paraguay 2006 - Tacuary FC - Vainqueur du barrage pré-Sudamericana - Club Coronel Bolognesi - 4e du classement cumulé 2006 - Club Universitario de Deportes - 5e du classement cumulé 2006 - Danubio Fútbol Club - Champion d'Uruguay 2006-2007 - Defensor Sporting - 4e de la Liguilla 2006-2007 - Zamora FC - 4e du classement cumulé 2006-2007 - Carabobo FC - 5e du classement cumulé 2006-2007                 | - Club Libertad - Champion du Paraguay 2006 - Tacuary FC - Vainqueur du barrage pré-Sudamericana - Club Coronel Bolognesi - 4e du classement cumulé 2006 - Club Universitario de Deportes - 5e du classement cumulé 2006 - Danubio Fútbol Club - Champion d'Uruguay 2006-2007 - Defensor Sporting - 4e de la Liguilla 2006-2007 - Zamora FC - 4e du classement cumulé 2006-2007 - Carabobo FC - 5e du classement cumulé 2006-2007                 | - Club Libertad - Champion du Paraguay 2006 - Tacuary FC - Vainqueur du barrage pré-Sudamericana - Club Coronel Bolognesi - 4e du classement cumulé 2006 - Club Universitario de Deportes - 5e du classement cumulé 2006 - Danubio Fútbol Club - Champion d'Uruguay 2006-2007 - Defensor Sporting - 4e de la Liguilla 2006-2007 - Zamora FC - 4e du classement cumulé 2006-2007 - Carabobo FC - 5e du classement cumulé 2006-2007                 | - Club Libertad - Champion du Paraguay 2006 - Tacuary FC - Vainqueur du barrage pré-Sudamericana - Club Coronel Bolognesi - 4e du classement cumulé 2006 - Club Universitario de Deportes - 5e du classement cumulé 2006 - Danubio Fútbol Club - Champion d'Uruguay 2006-2007 - Defensor Sporting - 4e de la Liguilla 2006-2007 - Zamora FC - 4e du classement cumulé 2006-2007 - Carabobo FC - 5e du classement cumulé 2006-2007                 | - Club Libertad - Champion du Paraguay 2006 - Tacuary FC - Vainqueur du barrage pré-Sudamericana - Club Coronel Bolognesi - 4e du classement cumulé 2006 - Club Universitario de Deportes - 5e du classement cumulé 2006 - Danubio Fútbol Club - Champion d'Uruguay 2006-2007 - Defensor Sporting - 4e de la Liguilla 2006-2007 - Zamora FC - 4e du classement cumulé 2006-2007 - Carabobo FC - 5e du classement cumulé 2006-2007                 | - Club Libertad - Champion du Paraguay 2006 - Tacuary FC - Vainqueur du barrage pré-Sudamericana - Club Coronel Bolognesi - 4e du classement cumulé 2006 - Club Universitario de Deportes - 5e du classement cumulé 2006 - Danubio Fútbol Club - Champion d'Uruguay 2006-2007 - Defensor Sporting - 4e de la Liguilla 2006-2007 - Zamora FC - 4e du classement cumulé 2006-2007 - Carabobo FC - 5e du classement cumulé 2006-2007                 | - Club Libertad - Champion du Paraguay 2006 - Tacuary FC - Vainqueur du barrage pré-Sudamericana - Club Coronel Bolognesi - 4e du classement cumulé 2006 - Club Universitario de Deportes - 5e du classement cumulé 2006 - Danubio Fútbol Club - Champion d'Uruguay 2006-2007 - Defensor Sporting - 4e de la Liguilla 2006-2007 - Zamora FC - 4e du classement cumulé 2006-2007 - Carabobo FC - 5e du classement cumulé 2006-2007                 |

## Tour préliminaire
- Six équipes sont dispensées de tour préliminaire : le tenant du titre, CF Pachuca, les trois autres formations de la CONCACAF, qui sont invitées (D.C. United, Club América et Chivas de Guadalajara) ainsi que les deux équipes argentines de River Plate et Boca Juniors, qui sont qualifiées d'office pour le tournoi depuis la création de l'épreuve en 2002.

### Premier tour
| Équipe 1                  | Résultat      | Équipe 2               | Aller | Retour |
| ------------------------- | ------------- | ---------------------- | ----- | ------ |
| Audax Italiano            | 3 - 1         | CD Jorge Wilstermann   | 2 - 0 | 1 - 1  |
| Real Potosi               | 2 - 4         | CSD Colo Colo          | 1 - 1 | 1 - 3  |
| CD Olmedo                 | 3 - 1         | Zamora FC              | 1 - 0 | 2 - 1  |
| Carabobo FC               | 0 - 5         | CD El Nacional         | 0 - 1 | 0 - 4  |
| Los Millionarios          | 1 - 1 5-4 tab | Club Coronel Bolognesi | 0 - 1 | 1 - 0  |
| Universitario de Deportes | 0 - 2         | CD Atlético Nacional   | 0 - 1 | 0 - 1  |
| Defensor Sporting Club    | 3 - 1         | Club Libertad          | 2 - 1 | 2 - 2  |
| Tacuary FC                | 2 - 2 4-1 tab | Danubio FC             | 1 - 1 | 1 - 1  |

### Deuxième tour
| Équipe 1             | Résultat | Équipe 2                | Aller | Retour |
| -------------------- | -------- | ----------------------- | ----- | ------ |
| Arsenal de Sarandi   | 4 - 1    | San Lorenzo de Almagro  | 1 - 1 | 3 - 0  |
| Club Atlético Lanús  | 3 - 2    | Estudiantes de La Plata | 2 - 0 | 1 - 2  |
| CA Paranaense        | 2 - 6    | CR Vasco da Gama        | 2 - 4 | 0 - 2  |
| Figueirense FC       | 3 - 3e   | São Paulo FC            | 2 - 2 | 1 - 1  |
| Botafogo             | 5 - 2    | SC Corinthians          | 3 - 1 | 2 - 1  |
| Goiás Esporte Clube  | 2 - 1    | Cruzeiro Esporte Clube  | 2 - 0 | 0 - 1  |
| Tacuary FC           | 1 - 4    | Defensor Sporting Club  | 1 - 1 | 0 - 3  |
| CD Atlético Nacional | 3 - 0    | Los Millionarios        | 2 - 3 | 0 - 0  |
| CD El Nacional       | 3 - 0    | CD Olmedo               | 2 - 0 | 1 - 0  |
| CSD Colo Colo        | 1e - 1   | Audax Italiano          | 0 - 0 | 1 - 1  |

## Phase finale
Les dix vainqueurs de la phase préliminaire et les six clubs exempts de cette phase se rencontrent en matchs aller-retour à élimination directe. 

### Huitièmes de finale
Le tirage au sort des huitièmes de finale n'est pas total. En effet, les clubs argentins et brésiliens doivent obligatoirement s'affronter, ainsi que les quatre formations issues de la zone CONCACAF.
| Équipe 1               | Résultat      | Équipe 2              | Aller | Retour |
| ---------------------- | ------------- | --------------------- | ----- | ------ |
| Club Atlético Lanús    | 2 - 3         | CR Vasco da Gama      | 2 - 0 | 0 - 3  |
| CF PachucaT            | 3 - 4         | Club América          | 1 - 4 | 2 - 0  |
| CA Boca Juniors        | 2 - 2e        | São Paulo FC          | 2 - 1 | 0 - 1  |
| Los Millonarios        | 2 - 2 7-6 tab | Colo-Colo             | 1 - 1 | 1 - 1  |
| D.C. United            | 2 - 2e        | Chivas de Guadalajara | 2 - 1 | 0 - 1  |
| Goiás Esporte Clube    | 3 - 4         | Arsenal de Sarandi    | 2 - 3 | 1 - 1  |
| Defensor Sporting Club | 3 - 2         | El Nacional           | 3 - 0 | 0 - 2  |
| Botafogo               | 1 - 6         | River Plate           | 1 - 2 | 0 - 4  |

### Quarts de finale
| Équipe 1               | Résultat | Équipe 2           | Aller | Retour |
| ---------------------- | -------- | ------------------ | ----- | ------ |
| CR Vasco da Gama       | 1 - 2    | Club América       | 0 - 2 | 1 - 0  |
| São Paulo FC           | 0 - 3    | Los Millonarios    | 0 - 1 | 0 - 2  |
| Chivas de Guadalajara  | 1 - 3    | Arsenal de Sarandi | 0 - 0 | 1 - 3  |
| Defensor Sporting Club | 2 - 2e   | River Plate        | 2 - 2 | 0 - 0  |

### Demi-finales
Afin d'éviter une possible finale entre deux formations d'un même pays, la CONMEBOL oriente le tirage au sort afin que River Plate et Arsenal de Sarandi soient opposés en demi-finale.
| Équipe 1           | Résultat      | Équipe 2        | Aller | Retour |
| ------------------ | ------------- | --------------- | ----- | ------ |
| Club América       | 5 - 2         | Los Millonarios | 3 - 2 | 2 - 0  |
| Arsenal de Sarandi | 0 - 0 4-2 tab | River Plate     | 0 - 0 | 0 - 0  |

### Finale
| Finale aller      | Club América              | 2 - 3 | Arsenal de Sarandi            | Stade Azteca, Mexico       |                            |
| 1er décembre 2007 | Cabañas 6e · Argüello 55e |       | 32e Matellan · 57e, 66e Gomez | Arbitrage : Ricardo Grance | Arbitrage : Ricardo Grance |

| Finale retour   | Arsenal de Sarandi | 1 - 2 | Club América               | Stade Président Juan Domingo Perón, Avellaneda |                                             |
| 5 décembre 2007 | Andrizzi 84e       |       | 18e (csc) Diaz · 64e Silva | Spectateurs : 55 000 Arbitrage : Óscar Ruiz    | Spectateurs : 55 000 Arbitrage : Óscar Ruiz |

| Vainqueur de la Copa Sudamericana 2007 |
| -------------------------------------- |
| Drapeau de l'Argentine                 |
| Arsenal de Sarandi Premier titre       |